# Maarten Jansen

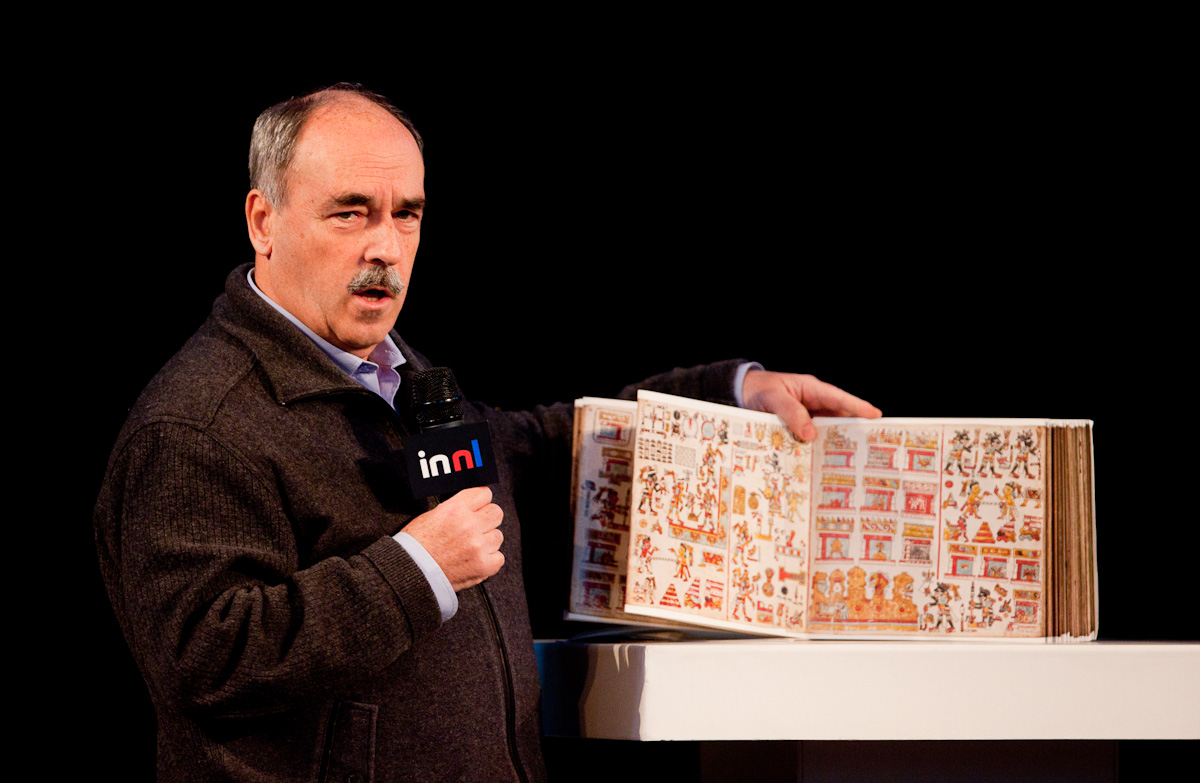
Jansen (2010)

Maarten Evert Reinoud Gerard Nicolaas Jansen (Zeist, 4 de octubre de 1952) es un profesor neerlandés, especialista en arqueología e historia de Mesoamérica. En 2007 asumió el decanato de la Facultad de Arqueología de la Universidad de Leiden (Países Bajos). Jansen es conocido internacionalmente como una autoridad en temas relativos a las culturas prehispánicas de Mesoamérica, particularmente de los mixtecos de Oaxaca. 
- Datos: Q2264693
- Multimedia: Maarten Jansen / Q2264693